# Pseudobagarius similis
Pseudobagarius similis és una espècie de peix de la família dels akísids i de l'ordre dels siluriformes.

## Morfologia
Els mascles poden assolir els 3,8 cm de llargària total.

## Distribució geogràfica
Es troba al Sud-est asiàtic: conca del riu Mekong al sud del Vietnam.